# Tuilerie de Voré
La tuilerie de Voré est un ancien bâtiment industriel situé à Rémalard en Perche en France.

## Localisation
L'ancienne tuilerie est située dans le département français de l'Orne sur le territoire de Rémalard, commune déléguée de la commune nouvelle de Rémalard en Perche, à 2 km au nord-est de son bourg, et à 300 m au sud-ouest du château de Voré. 

## Architecture
La pièce de séchage et le bâtiment du four sont inscrits au titre des monuments historiques par arrêté du 18 septembre 1995.